# Instituto de Estudos Políticos (Singapura)
O Instituto de Estudos Políticos (Institute of Policy Studies, IPS) é um laboratório de ideais o qual estuda e cria ideias de políticas públicas em Singapura. Fundado em 1988, o IPS se tornou um centro de pesquisas autônomo na Faculdade de Políticas Públicas Lee Kuan Yew dentro da Universidade Nacional de Singapura em 2008. Um centro de pesquisa para medidas sociais, Laboratório Social, estabelecido pela IPS em Novembro de 2013. A diretoria do instituto é composta por oficiais de alto escalão do governo de Singapura, diplomatas, diretores de empresas multinacionais, e líderes de instituições acadêmicas.

## Atividades de Pesquisa
O IPS contribui com a pesquisa e análise de problemas domésticos cobrindo uma vasta gama de tópicos e áreas de estudo, focando essencialmente nos temas focalizados em Singapura. As áreas de pesquisa com maior destaque incluem:
- Artes, Cultura, e Mídias
- Demografia e Família
- Economia e Negócios
- Políticas e Governança
- Sociedade e Identidade

Laboratório Social IPS
O Laboratório Social, um centro de pesquisa para medidas sociais, foi estabelecido pela IPS em Novembro de 2013. O seu projeto principal é um painel de pesquisa sobre as dinâmicas sociais que monitoram 5,000 residências em Singapura.

## Eventos Principais
O IPS cede conferências, palestras públicas, seminários e discussões privadas
Singapore Perspectives
A Singapore Perspectives é uma conferencia anual feita pelo IPS que procura fazem com que os singapurianos se envolvam em debates sobre os desafios das políticas públicas as quais o país enfrenta. A primeira conferência do Singapore Perspectives foi feita em 2000, substituindo a conferência antecessora "Year in Review". Os temas previamente discutidos na conferência envolviam Governança, Diferenças e Inclusão.
Seminário Econômico de Singapura (SER)
A reunião bianual de um grupo privado e seleto de economistas, acadêmicos, líderes de negócios e políticos tem como pretensão a discussão de problemas macroeconômicos os quais Singapura enfrenta. Cada SER discute os atuais políticas monetárias e fiscais dentro do espectro econômico e fornece um fórum para civis opinarem suas sugestões. Os insights tirados da SER são publicados na mídia como uma produção feita pelo IPS.
Conferência dos Jovens Singapurianos (YSC)
A YSC é uma conferência bienal que reúne cerca de 70 jovens singapurianos entre 25 e 35 anos que demonstram liderança ou maestria em suas respectivas áreas de estudo em mostrar suas convicções sobre os interesses nacionais.

## Bolsa de estudos S R Nathan para os Estudos de Singapura
Em 2013, o IPS criou a bolsa de estudos S R Nathan para os Estudos de Singapura, nomeado após o ex Presidente de Singapura S R Nathan. Um membro é indicado anualmente e a bolsa é mantida pelo período de um ano acadêmico na UNS. A bolsa S R Nathan inclui:
- Ho Kwon Ping (2014/15)
- Bilahari Kausikan (2015/16)
- Pedro Ho (2016/17) [8]
- Lim Siong Guan (primeiro tempo 2017/18)
- Cheong Koon Hean (segundo tempo 2017/18)

A bolsa S R Nathan do ano acadêmico de 2018/19 cobriu Tan Tai Young, Presidente da Yale-NUS College.
IPS-Nathan Lectures
A bolsa S R Nathan contribui para pesquisas e análises das políticas públicas de Singapura feitas pelo IPS. Eles apresentam seus resultados da pesquisa e ideias políticas entregando dentre 4 a 6 palestras públicas sobre o curso do ano acadêmico.

## Publicações
O IPS publica seus relatórios de pesquisa e livros baseados em seu trabalho. Os quais incluem:
- Singapore Chronicles
- Livros da Singapore Perspectives
- Seminário Econômico de Singapura
- Série de livros da IPS-Nathan Lectures
- Documentação de trabalho da IPS
- IPS Exchange Series

O IPS também possui um blog, IPS Commons, uma plataforma que promove e exibe discussões de ideias de políticas públicas em Singapura. Criado em 2012 recebe contribuições de pesquisadores do IPS, estudantes da graduação e interessados em políticas públicas.
Singapore Chronicles
O IPS em conjunto com o Straits Times Press lançaram a série Singapore Chronicles em 2015 a fim de celebrar os 50 anos de independência de Singapura. A série é constituída por 50 volumes que buscam registrar, explicar e dar discernimento sobre o que faz Singapura ser Singapura. Os assuntos abordados na Singapore Chronicles incluem Constituição, Demografia, Esportes, e Comida.
Livros da Singapore Perspectives
Uma compilação do painel de discussão e procedimentos do carro chefe anual da conferência do IPS, Singapore Perspectives.
Seminário Econômico de Singapura
Um resumo de insights gerados a partir do encontro bianual, Seminário Econômico de Singapura.
Série de livros da IPS-Nathan Lectures
Uma coletânea das Palestras IPS-Nathan editadas e extraídas das sessões de perguntas e respostas
Documentação de Trabalho da IPS
Relatórios preliminares sobre o progresso de trabalho em vários problemas tais como imigração, envelhecimento, crescimento inclusivo, inclusão social, e fundo de pensão. Podendo ser uma pesquisa realizada por pesquisadores da IPS, trabalho encomendado pelo Instituto ou enviado ao mesmo para publicação.
IPS Exchange Series
Descobertas de pesquisas, resoluções, e recomendações políticas estão surgindo dos programas da IPS. Relatórios recentes demonstraram cenários com base em dados demográficos futuros, cederam ideias políticas para alavancar as contribuições do SME para o crescimento econômico e examinar a racionalidade do espaço online.

## Programa de Associados da Corporação IPS
O programa de Associados da Corporação IPS (CA), primeiramente lançado em 1992, busca criar laços entre a comunidade de negócios e a IPS, construindo um networking arrojado entre líderes empresariais os quais fornecem educação sobre tomadas de decisões políticas partindo de várias perspectivas.
Os membros do programa CA beneficiam, dentre outras coisas, acesso às pesquisas do IPS e reuniões mensais com pensadores importantes e decisores políticos de Singapura e de outros países. O objetivo gira em torno de dar oportunidades para os membro do CA de acompanhar e participar das discussões sobre desenvolvimento global e problemas locais que possam afetar seus empreendimentos.
Os membros do programa CA incluem algumas das empresas mais prestigiadas de Singapura, representando os interesses empresariais de várias indústrias consideráveis.

## Pessoas importantes
- Janadas Devan - atual diretor
- Chan Heng Chee – diretor fundador
- Tommy Koh – consultor especial e ex-diretor
- Ong Keng Yong - ex-diretor
- Tan Tarn How - dramaturgo de Cingapura, pesquisador

## Liderança ao longo dos anos
Patrono Fundador
- Goh Chok Tong

Conselho de Presidentes Governantes
- CJ Yong Pung How (1988–1989)
- Sr. Hsuan Owyang (1989–2004)
- Professor Tommy Koh (2004–2010)

Convocador do Painel Acadêmico
- Professor Tommy Koh (2010–dias atuais)

Diretor